# Латински град (ртањски)
Латински град или Велико градиште како га многи и називају, налази се у Јабланичком округу, на брду између Радовањске реке и њене притоке Средње реке, северозападно од Јабланице на висини од око 500 метара.
Ово налазиште је било највеће војно насеље из античког периода на овој територији. Највероватније да је овај град касније био средиште Црне Реке у 14. и 15. веку и да је подигнут на темељима римског утврђења што сведоче нађене античке опеке. Предање о турском освајању града и покољу збега потврђују тамо нађена ђулад. У близини овог сасвиом неиспитаног града налази се црквиште Светог Јована, а неколико километара даље је манастир Крепичевац. Град је био заштићен високим градским зидинама, а остаци бедема пружају се од подножја до врха, на чијем платоу се разликују рушевине куле. У северозападном делу подножја виде се остаци доњег града до кога је водио пут пробијен кроз стену.
Овај археолошки локалитет проглашен је за културно добро од 15. мајa 1980. године.